# Diaspora română

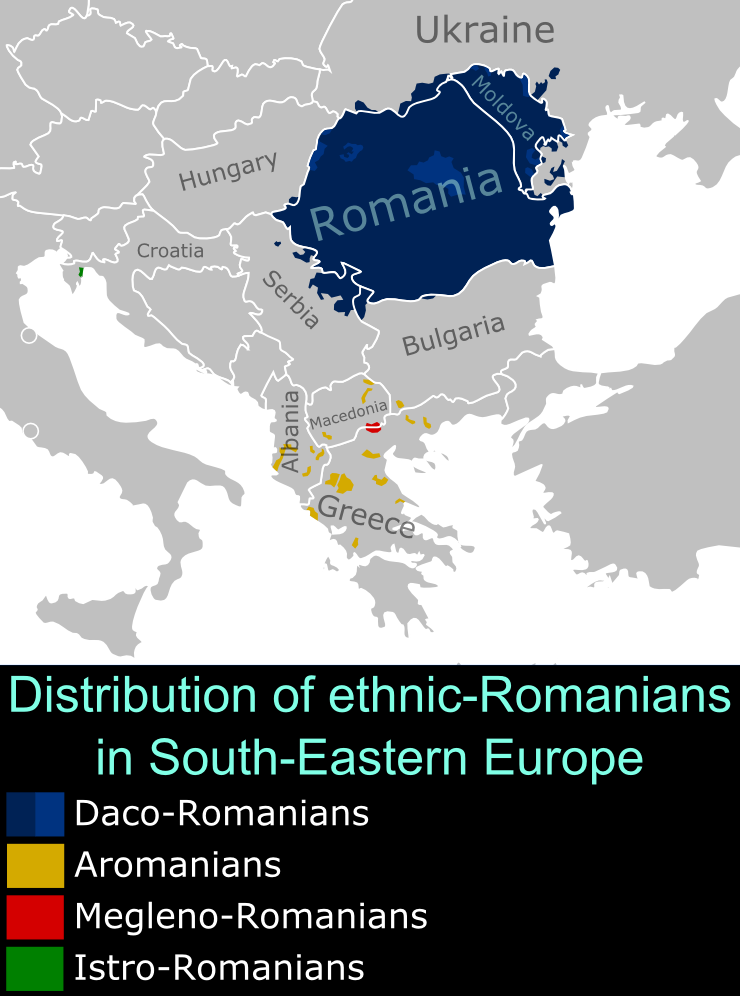
Distribuția etnicilor români din Sud-Estul Europei

Diaspora română este un termen care cuprinde întreaga populație a românilor din afara României și a Republicii Moldova ce dețin cetățenia română. De obicei, termenul nu îi numără pe acei români autohtoni care locuiesc în statele vecine, în special românii din Ucraina și Serbia. De asemenea, numărul diasporei pune la socoteală și cetățenii de origine română născuți în țările respective. Astfel, numărul tuturor românilor din străinătate este estimat la aproximativ 4-6 milioane de oameni, în funcție de înțelesul termenului „român”. 
În 2006, președintele de atunci al României, Traian Băsescu, a anunțat că diaspora română este estimată la aproximativ 8  milioane de oameni, cei mai mulți dintre ei locuind în fosta Uniune a Republicilor Sovietice Socialiste (URSS), Europa de Vest (în special în Spania și Franța), America de Nord, America de Sud, Australia și Noua Zeelandă. Cu toate acestea, nu se știe cu certitudine dacă Băsescu a inclus în estimările sale și populații care nu s-ar identifica neapărat cu etnia română. Ca urmare, nu se știe dacă Băsescu a inclus evreii români, maghiarii din România, inclusiv etnicii maghiari care sunt nativi în nord-estul României (cunoscuți sub numele de ceangăi sau secuii, preponderent în județele Harghita, Covasna și Mureș) și sașii sau șvabii (precum și alți germani-români) de origini germane ca români când a raportat estimările, precum și a treia generație a persoanelor fizice în Statele Unite (SUA) și Canada.
În aprilie 2011, în Parlamentul României s-a constituit Comisia pentru Românii de pretutindeni.
Comunitatea românească din Spania se află începând din anul 2013, pe un trend de scădere. Factorul principal care a determinat scăderea, a fost rata somajului istorică înregistrată în urma crizei din 2008. Ulterior, criza economică provocată de pandemia de coronavirus (COVID19) a închis peste un milion de locuri de muncă în primul trimestru din 2020. Aproximativ 100.000 de români , din marea Comunitate Românească din Spania, au ajuns dependenți de ajutorul dat de statul spaniol după ce și-au pierdut slujbele.
Românii din diaspora sunt organizați în Asociații de români. În lume sunt aproximativ 1000 de asociații românești.
Asociațiile formează la rândul lor federații. Cea mai mare federație este FADERE Federația asociațiilor de români din Europa.

## Distribuție pe țări
| Țară                       | Populație | An        | Note                                                             | Ref.   |  |
| -------------------------- | --------- | --------- | ---------------------------------------------------------------- | ------ |  |
| Italia                     | 1.081.836 | 2023      | Imigranți                                                        | [ 3 ]  |  |
| Germania                   | 909.795   | 2023      | Imigranți                                                        | [ 4 ]  |  |
| Spania                     | 644.473   | 2021      | Imigranți                                                        | [ 5 ]  |  |
| Regatul Unit               | 550.298   | 2022      | Imigranți                                                        | [ 6 ]  |  |
| Statele Unite              | 464.814   | 2024      | 165,199 (născuți în România)                                     | [ 7 ]  |  |
| Canada                     | 238.050   | 2016      | Imigranți                                                        | [ 8 ]  |  |
| Republica Moldova          | 192.800   | 2014      | Indigeni                                                         | [ 9 ]  |  |
| Ucraina                    | 150.989   | 2001      | Indigeni în regiunile Cernăuți, Odesa și Transcarpatia           | [ 10 ] |  |
| Austria                    | 147.490   | 2023      | Imigranți                                                        | [ 11 ] |  |
| Franța                     | 142.000   | 2023      | Imigranți                                                        | [ 12 ] |  |
| Belgia                     | 124.876   | 2023      | Imigranți                                                        | [ 13 ] |  |
| Israel                     | 86.200    | 2020      | Imigranți                                                        | [ 14 ] |  |
| Olanda                     | 48.563    | 2022      | Imigranți                                                        | [ 15 ] |  |
| Danemarca                  | 44.176    | 2023      | Imigranți                                                        | [ 16 ] |  |
| Irlanda                    | 42.460    | 2022      | Imigranți                                                        | [ 17 ] |  |
| Suedia                     | 36.738    | 2023      | Imigranți                                                        | [ 18 ] |  |
| Elveția                    | 35.841    | 2024      | Imigranți                                                        | [ 19 ] |  |
| Serbia                     | 29.332    | 2011      | Indigeni în Voivodina și Timoc                                   | [ 20 ] |  |
| Grecia                     | 28.250    | 2021      | Imigranți                                                        | [ 21 ] |  |
| Australia                  | 28.103    | 2021      | Imigranți                                                        | [ 22 ] |  |
| Turcia                     | 24.605    | 2017      | Imigranți                                                        | [ 23 ] |  |
| Cipru                      | 24.376    | 2011      | Imigranți                                                        | [ 24 ] |  |
| Portugalia                 | 23.393    | 2022      | Imigranți                                                        | [ 25 ] |  |
| Cehia                      | 20.469    | 2023      | Imigranți                                                        | [ 26 ] |  |
| Norvegia                   | 18.625    | 2019      | Imigranți                                                        | [ 27 ] |  |
| Ungaria                    | 16.542    | 2023      | Indigeni în județele Békés, Csongrád și Hajdú-Bihar              | [ 28 ] |  |
| Kazahstan                  | 14.666    | 2009      | Imigranți/Strămutați în timpul celui de-al doilea război mondial | [ 29 ] |  |
| Brazilia                   | 7.393     | N/A       | Imigranți                                                        | [ 30 ] |  |
| Slovacia                   | 6.756     | 2023      | Imigranți                                                        | [ 31 ] |  |
| Luxemburg                  | 6.625     | 2023      | Imigranți                                                        | [ 32 ] |  |
| Emiratele Arabe Unite      | 6.444     | N/A       | Imigranți                                                        | [ 33 ] |  |
| Finlanda                   | 5.628     | 2021      | Imigranți                                                        | [ 34 ] |  |
| Polonia                    | 5.126     | 2023      | Imigranți                                                        | [ 35 ] |  |
| Bulgaria                   | 4.556     | 2019      | Indigeni în regiunea Vidin                                       | [ 36 ] |  |
| Rusia                      | 3.913     | 2017      | Imigranți/Strămutați în timpul celui de-al doilea război mondial | [ 23 ] |  |
| Iordania                   | 3.500     | N/A       | Imigranți                                                        | [ 37 ] |  |
| Africa de Sud              | 2.671     | 2017      | Imigranți                                                        | [ 23 ] |  |
| Islanda                    | 2.505     | 2022      | Imigranți                                                        | [ 38 ] |  |
| Qatar                      | 2.500     | 2019      | Imigranți                                                        | [ 39 ] |  |
| Noua Zeelandă              | 2.448     | 2018      | Imigranți                                                        | [ 40 ] |  |
| Japonia                    | 2.320     | 2018      | Imigranți                                                        | [ 41 ] |  |
| Siria                      | 1.500     | N/A       | Imigranți                                                        | [ 42 ] |  |
| China                      | 1.320     | N/A       | Imigranți                                                        | [ 33 ] |  |
| Malta                      | 1.262     | 2016      | Imigranți                                                        | [ 43 ] |  |
| Liban                      | 1.200     | N/A       | Imigranți                                                        | [ 44 ] |  |
| Argentina                  | 1.118     | 2017      | Imigranți                                                        | [ 23 ] |  |
| Afganistan                 | 950       | 2019      | Militari, jandarmi și personal civil                             | [ 45 ] |  |
| Palestina                  | 850       | N/A       | Imigranți                                                        | [ 33 ] |  |
| Coreea de Sud              | 634       | N/A       | Imigranți                                                        | [ 33 ] |  |
| Uruguay                    | 616       | 2017      | Imigranți                                                        | [ 23 ] |  |
| Libia                      | 609       | 2017      | Imigranți                                                        | [ 23 ] |  |
| Kuweit                     | 600       | N/A       | Imigranți                                                        | [ 46 ] |  |
| Mexic                      | 560       | 2017      | Imigranți                                                        | [ 23 ] |  |
| Chile                      | 500       | N/A       | Imigranți                                                        | [ 47 ] |  |
| Egipt                      | 500       | N/A       | Imigranți                                                        | [ 48 ] |  |
| Maroc                      | 500       | N/A       | Imigranți                                                        | [ 49 ] |  |
| Croația                    | 485       | 2017      | Imigranți                                                        | [ 23 ] |  |
| Kirghizstan                | 472       | 2017      | Imigranți                                                        | [ 23 ] |  |
| Estonia                    | 400       | 2015/2016 | Imigranți                                                        | [ 50 ] |  |
| India                      | 400       | N/A       | Imigranți                                                        | [ 33 ] |  |
| Singapore                  | 400       | N/A       | Imigranți                                                        | [ 33 ] |  |
| Slovenia                   | 400       | 2015/2016 | Imigranți                                                        | [ 50 ] |  |
| Paraguay                   | 398       | N/A       | Imigranți                                                        | [ 33 ] |  |
| Bosnia și Herțegovina      | 390       | 2017      | Imigranți                                                        | [ 23 ] |  |
| Oman                       | 382       | N/A       | Imigranți                                                        | [ 33 ] |  |
| Columbia                   | 350       | N/A       | Imigranți                                                        | [ 33 ] |  |
| Tunisia                    | 350       | N/A       | Imigranți                                                        | [ 51 ] |  |
| Ecuador                    | 311       | 2017      | Imigranți                                                        | [ 23 ] |  |
| San Marino                 | 283       | 2018      | Imigranți                                                        | [ 52 ] |  |
| Letonia                    | 251       | 2017      | Imigranți                                                        | [ 23 ] |  |
| Monaco                     | 250       | N/A       | Imigranți                                                        | [ 33 ] |  |
| Georgia                    | 218       | 2017      | Imigranți                                                        | [ 23 ] |  |
| Panama                     | 187       | 2017      | Imigranți                                                        | [ 23 ] |  |
| Peru                       | 187       | 2017      | Imigranți                                                        | [ 23 ] |  |
| Lituania                   | 165       | 2017      | Imigranți                                                        | [ 23 ] |  |
| Indonezia                  | 155       | N/A       | Imigranți                                                        | [ 33 ] |  |
| Venezuela                  | 150       | 2020      | Imigranți                                                        | [ 23 ] |  |
| Hong Kong                  | 120       | 2020      | Imigranți                                                        | [ 53 ] |  |
| Bahamas                    | 106       | 2017      | Imigranți                                                        | [ 23 ] |  |
| Thailanda                  | 106       | N/A       | Imigranți                                                        | [ 33 ] |  |
| Cuba                       | 100       | N/A       | Imigranți                                                        | [ 33 ] |  |
| Macedonia de Nord          | 100       | N/A       | Imigranți                                                        | [ 33 ] |  |
| Vietnam                    | 100       | N/A       | Imigranți                                                        | [ 33 ] |  |
| Costa Rica                 | 99        | 2017      | Imigranți                                                        | [ 23 ] |  |
| Muntenegru                 | 91        | 2017      | Imigranți                                                        | [ 23 ] |  |
| Pakistan                   | 75        | N/A       | Imigranți                                                        | [ 33 ] |  |
| Bolivia                    | 74        | 2017      | Imigranți                                                        | [ 23 ] |  |
| Macao                      | 70        | 2020      | Imigranți                                                        | [ 53 ] |  |
| Insulele Feroe             | 63        | 2017      | Imigranți                                                        | [ 23 ] |  |
| Republica Dominicană       | 43        | 2017      | Imigranți                                                        | [ 23 ] |  |
| Sudan                      | 40        | N/A       | Imigranți                                                        | [ 54 ] |  |
| Filipine                   | 36        | 2017      | Imigranți                                                        | [ 23 ] |  |
| Armenia                    | 30        | N/A       | Imigranți                                                        | [ 55 ] |  |
| Belarus                    | 30        | N/A       | Imigranți                                                        | [ 56 ] |  |
| Namibia                    | 26        | N/A       | Imigranți                                                        | [ 23 ] |  |
| Etiopia                    | 25        | N/A       | Imigranți                                                        | [ 57 ] |  |
| Insulele Bermude           | 25        | 2017      | Imigranți                                                        | [ 23 ] |  |
| Groenlanda                 | 15        | 2017      | Imigranți                                                        | [ 23 ] |  |
| Liechtenstein              | 15        | N/A       | Imigranți                                                        | [ 33 ] |  |
| Bangladesh                 | 10        | N/A       | Imigranți                                                        | [ 33 ] |  |
| Botswana                   | 10        | N/A       | Imigranți                                                        | [ 33 ] |  |
| Cambodgia                  | 10        | N/A       | Imigranți                                                        | [ 33 ] |  |
| Comore                     | 10        | N/A       | Imigranți                                                        | [ 33 ] |  |
| Madagascar                 | 10        | N/A       | Imigranți                                                        | [ 33 ] |  |
| Malawi                     | 10        | N/A       | Imigranți                                                        | [ 33 ] |  |
| Mauritius                  | 10        | N/A       | Imigranți                                                        | [ 33 ] |  |
| Mozambic                   | 10        | N/A       | Imigranți                                                        | [ 33 ] |  |
| Seychelles                 | 10        | N/A       | Imigranți                                                        | [ 33 ] |  |
| Trinidad și Tobago         | 10        | N/A       | Imigranți                                                        | [ 33 ] |  |
| Burkina Faso               | 7         | N/A       | Imigranți                                                        | [ 33 ] |  |
| Maldive                    | 5         | N/A       | Imigranți                                                        | [ 33 ] |  |
| Surinam                    | 5         | N/A       | Imigranți                                                        | [ 33 ] |  |
| Guineea                    | 4         | 2017      | Imigranți                                                        | [ 23 ] |  |
| Antigua și Barbuda         | 3         | N/A       | Imigranți                                                        | [ 33 ] |  |
| Barbados                   | 3         | N/A       | Imigranți                                                        | [ 33 ] |  |
| Guyana                     | 3         | N/A       | Imigranți                                                        | [ 33 ] |  |
| Sfânta Lucia               | 3         | N/A       | Imigranți                                                        | [ 33 ] |  |
| Sfântul Cristofor și Nevis | 3         | N/A       | Imigranți                                                        | [ 33 ] |  |
| Mongolia                   | 1         | N/A       | Imigranți                                                        | [ 33 ] |  |
| Total                      | 5.951.657 | N/A       | N/A                                                              | N/A    |  |